# Encyclopedia Madonnica
La Encyclopedia Madonnica es un libro escrito por el autor Matthew Rettenmund sobre la artista estadounidense Madonna que fue publicado a través de la editorial St. Martin's Griffin el 15 de marzo de 1995. Editado en un formato de enciclopedia, el libro fue planeado a ser lanzado durante la publicación del que sería el séptimo álbum de estudio de la cantante. La versión original contiene 207 páginas donde el autor apuntó sobre la vida privada de Madonna y su obra. La Encyclopedia Madonnica obtuvo reseñas favorables por parte del público y la crítica, así como un buen desempeño comercial durante más de una década. Una reedición actualizada con el título de Madonna Encyclopedia 20: Madonna from A to Z fue publicada en 2015, con motivo del vigésimo aniversario de la publicación original. En 2022 se publicó una nueva edición actualizada de 676 páginas con una fotografía de Madonna en portada, hasta entonces inédita, tomada por Andrew Caulfield en 1984 como parte de la sesión promocional de «Borderline».

## Información general

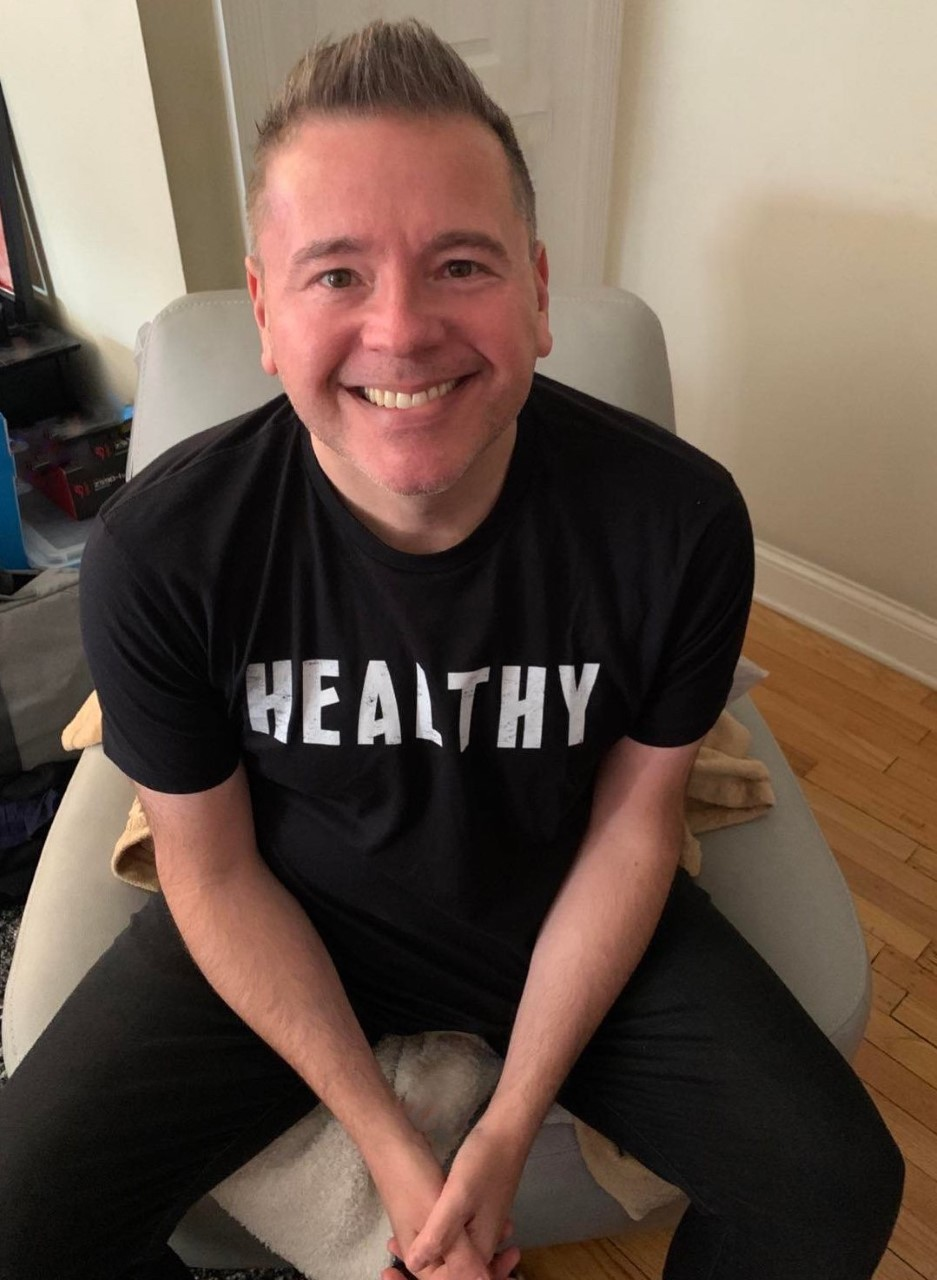
El autor Matthew Rettenmund

El libro, escrito por Matthew Rettenmund —un asistente editorial de St. Martin's Griffin— fue editado en un formato de enciclopedia y se puso a la venta el 15 de marzo de 1995 a través de la misma casa de publicaciones. El autor apuntó en 207 páginas sobre la vida privada de Madonna, donde incluyó información sobre sus relaciones y enemigos, así como preferencias personales, como sus restaurantes favoritos, su ciudad natal y educación, así como vida sexual. También abordó su obra, desde vídeos musicales hasta sus discos, películas y giras. En total, en esa búsqueda exhaustiva, el autor cubrió los 12 años de la carrera de Madonna hasta ese momento.
En 2015, el autor dio a conocer que la inspiración para la creación del libro fue The Unabridged Marilyn: Her Life From A to Z, sobre Marilyn Monroe. Él pensó: «ya sabes, Madonna es merecedora de ese mismo tipo de tratamiento».

### Recepción
En términos críticos, la Encyclopedia Madonnica obtuvo reseñas favorables por parte de los críticos literarios y también fue un éxito en ventas. El propio autor, años más tarde reveló que «el libro fue un gran éxito, se vendió bien durante más de una década, se publicó en Japón y me dio lugar a un buen número de apariciones en televisión como un experto de Madonna».
Mike Tribby de Booklist notó que «si tenemos en cuenta que la "chica material" es una estratagema de merchandising, enmascarada como una cantante o una realización detallada de los valores musicales de una generación post-industrial, encontrarás las respuestas a todas las preguntas imaginables en la compilación exhaustiva de Rettenmund de todas las cosas sobre Madonna. ¿Quieres saber las revistas favoritas de Madonna? ¿Sexo oral?. Básicamente si te gusta Madonna, te gustará este libro, y si la odias, te gustará igual de bien».
La Library Journal dijo que «puede ser glorioso, pero plantea algunos problemas para los bibliotecarios desprevenidos... Cualquier persona escribiendo sobre Madonna debe pronto profundizar en su vida personal y, de hecho, hay algunas cosas aquí bastantes gráficas que se consideran inadecuadas para las personas, en su mayoría jóvenes, que querrán leer acerca de su ídolo».

## ReediciónMadonna Encyclopedia 20: Madonna from A to Z

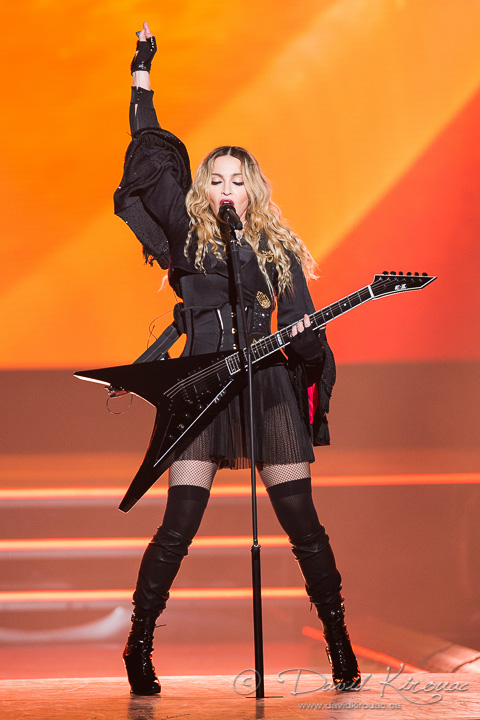
Madonna en 2015 durante la realización del Rebel Heart Tour, período que abarcó la versión actualizada Madonna Encyclopedia 20: Madonna from A to Z.

En 2014, muchas páginas web dieron la noticia de una posible secuela del libro. Curtis M. Wong de The Huffington Post posteó en septiembre de ese mismo año, que Matthew Rettenmund puso en marcha una campaña en Kickstarter para el Encyclopedia Madonnica: 20th Anniversary Edition. Rettenmund le mencionó al sitio: «ahora, tengo que cubrir otros 20 años, y tengo que hacerlo de una manera que haga del libro un valor real para los fanes, estropeado por el ciclo 24/7 de noticias. Tengo que traer material nuevo a la mesa, por lo que el libro incluirá entrevistas originales y fotos nunca antes vistas —quiero que sea el sueño húmedo para los fanes—».
Finalmente, la nueva edición publicada en el 2015 como parte del aniversario número veinte de la publicación original, fue puesto a la venta en la casa editorial Barnes & Noble por el precio de $USD 65 y a $USD 60 en la página web del escritor. Esta edición contó con información actualizada abarcando el periodo de la cantante desde la era Rebel Heart y con fotografías especiales que Rettenmund iba recopilando a través de los años, además de incluir información acerca de canciones inéditas, fotografías raras, estadísticas de sus conciertos, el detrás de escenas de las creaciones de sus álbumes, etc. La edición contó con 581 páginas y un peso de 4 libras.
Además, el libro fue financiado a través de la campaña que hizo en Kickstarter donde generó más de $USD 30 000 mil dólares, más de lo que él se había propuesto con la meta de $USD 22 000 mil. Para recopilar la información, Rettenmund entrevistó a personas relacionadas con Madonna, incluyendo la publicista de su película Buscando desesperadamente a Susan, Reid Rosefelt, el periodista John Norris y la ex estilista de la artista, Maripol, así como otros artistas, periodistas y celebridades. El autor reveló que «parte de ella se hizo en serio como un acto de devoción ... por un fan, para los aficionados. Y parte de ella también es una especie de un beso en la mejilla». Además, reveló:

Este es el libro para las personas más interesadas en Madonna que Madonna está interesada en Madonna. Es para la gente que ama su música, para entender su contribución a la cultura pop y para cualquier persona que la desprecie al creer que debería ser vaporizada por atreverse a vivir más allá de la edad de 30 años, por no hablar de divertirse, hacer arte, cabrear a la gente.

Bradley Stern del sitio PopCrush.com dijo que «es la esencia misma MDNA en una mano AZ». El autor recopiló 26 citas del libro, donde escribió que la letra «L» hace mención sobre las filtraciones que ha sufrido Madonna desde la canción «Frozen» y que ha sido afectada más que cualquier otro artista de la historia.

## Reedición de 2022
En septiembre de 2022 Rettenmund publicó una nueva edición actualizada de 676 páginas, que incluye hasta la etapa Madame X. Para la portada utilizó una fotografía de Andrew Caulfield hecha en 1984 como parte de la sesión promocional de «Borderline», hasta entonces inédita. Además incluyó entrevistas con Susan Seidelman, directora de Desperately Seeking Susan, y de Liz Rosenberg, ambas centradas en su relación con Madonna.